# Ibrahim Boubacar Keïta
Ibrahim Boubacar Keïta (Koutiala, 29 de enero de 1945-Bamako, 16 de enero de 2022), también conocido por sus iniciales IBK, fue un estadista y político maliense. Fue el sexto Presidente de Malí desde el 4 de septiembre de 2013 hasta su derrocamiento del 19 de agosto de 2020 por un Golpe de Estado tras varias semanas de protestas multitudinarias en la capital Bamako reclamando su dimisión. Fue primer ministro de Malí entre 1994 a 2000 y presidente de la Asamblea Nacional de Malí desde 2002 a 2007. Fundó un partido político, Asamblea por Malí en 2001, y ha dirigido el partido desde entonces.

## Biografía

### Primeros años
Nació en Koutiala el 29 de enero de 1945 en el entonces Sudán Francés (actual Malí). Estudió en el Lycée Janson de Sailly de París y Lycée Askia Mohamed en Bamako. Continuando su educación en la Universidad de Dakar, la Universidad de París I y el Institut d'Histoire des Relations Internationales Contemporaines (Instituto de Historia Moderna de Relaciones Internacionales). Tiene un Máster en Historia y un título de grado adicional en Ciencias Políticas y Relaciones Internacionales.
Después de sus estudios, fue investigador en el CNRS y enseñó cursos sobre política del Tercer Mundo en la Universidad de París I. Volviendo a Malí, se convirtió en consultor técnico del Fondo Europeo de Desarrollo Regional, armando el primer programa de desarrollo a pequeña escala para la Unión Europea en las actividades de ayuda a Malí. Se convirtió además en el director francés del grupo Terre des hommes, una organización de la ONG para la ayuda de los niños de países en vías de desarrollo.

### Política
Tras la fundación del partido Alianza por la Democracia en Malí (ADEMA), Keita se convirtió en secretario para África y las Relaciones Internacionales en su congreso constitutivo celebrada el 25 y 26 de mayo de 1991. Se convirtió en subdirector del partido ADEMA en las elecciones presidenciales que elevaron a Alpha Oumar Konaré a la presidencia en 1992. Konaré designa a Keita como su asesor diplomático y portavoz en junio de 1992 y luego en noviembre de ese mismo año es designado como embajador en Costa de Marfil, Gabón, Burkina Faso y Níger.
En noviembre de 1993 ingresa en el gabinete de gobierno como ministro de Asuntos Exteriores, los malienses en el exterior y la Integración africana. El 4 de febrero de 1994 Konaré lo nombra primer ministro, cargo que ocupó hasta el año 2000. Después de ser celebrado el primer congreso del partido ADEMA, este le nombra como su presidente en septiembre de 1994. Tras las elecciones presidenciales y parlamentarias celebradas en septiembre de 1997, Keita renuncia a su cargo de primer ministro, siendo reelegido Konaré, este le restituye en su cargo después de la elección del nuevo gabinete. 
Keita es reelegido presidente de ADEMA en octubre de 1999 y en noviembre es nombrado vicepresidente de la Internacional Socialista.

### Elecciones
Los desacuerdos y discrepancias dentro del seno de ADEMA, lo fuerzan a dimitir como primer ministro el 14 de febrero de 2000 y luego de la dirección del partido en octubre de ese año, fundando el centroizquierdista Partido Asamblea de Malí (RPM) que ha dirigido desde su creación el 30 de junio de 2001. Keita se presenta como candidato presidencial en las elecciones de 2002, recibiendo el apoyo de las mayorías musulmanas, sin ser un político de tendencia islámica, como se le demostró en su gestión de primer ministro, apoyando la creación de las loterías y casinos. En la primera vuelta de la votación recibió el 21 % de los votos, el tercer lugar, por detrás de Amadou Toumani Touré y Soumaïla Cissé, boicoteando la segunda vuelta junto con otros líderes políticos alegando fraude en el conteo de votos en su contra. Sin embargo, el Tribunal Constitucional falló en favor de ATT y Cissé para disputarse ellos la segunda vuelta, a pesar del reconocimiento de irregularidades y la brecha mínima de 4000 votos que separaba a Keita con Cissé. Keita aceptó el fallo constitucional y apoya a Touré para la segunda vuelta, apoyo que le asignaría su victoria final sobre Cissé.
En las elecciones parlamentarias de julio de 2002 Keita se presenta como candidato legislativo del circuito IV de Bamako, obteniendo la victoria contundente en la primera ronda. Posteriormente elegido presidente de la Asamblea Nacional el 16 de septiembre de ese año con una mayoría abrumadora de 115 votos de 138 diputados, su más cercano contrincante en la contienda,  Noumoutié Sogoba obtuvo 8 votos y 15 más se abstuvieron.
También fue elegido presidente del Comité Ejecutivo de la Unión Parlamentaria Africana el 24 de octubre de 2002 en su cumbre en Jartum.
Se presenta nuevamente como candidato presidencial por su partido RPM después de ser electo por este en las elecciones primarias el 28 de enero de 2007. Keita logró pasar a segunda vuelta pero con un holgado margen para ATT quién buscaba la reelección, Keita obtuvo el apoyo de diversos candidatos independientes. Sin embargo, obtuvo apenas el 19 % de los votos, 2 % menos que su elección pasada; alegando nuevamente un masivo fraude, el Tribunal Constitucional confirma la victoria de ATT y Keita acepta los resultados.
En las elecciones parlamentarias de 2007 Keita se postula para la reelección como diputado de la Asamblea Nacional por el circuito IV de Bamako, recibiendo el 31 % en primera vuelta e imponiéndose por poco más del 51 % en la segunda vuelta. No se presentó para la reelección como presidente de la Asamblea, sucediéndole Dioncounda Traoré (líder de ADEMA) en el cargo.
Keita se convierte en miembro del Parlamento Panafricano de Malí. Entre 2007 y 2008 se integra a la Comisión de Asuntos Exteriores, los malienses en el Exterior y la Integración Africana en la Asamblea Nacional. Además de servir como diputado, era miembro del parlamento de la Comunidad Económica de Estados de África Occidental.

### Presidente de Malí (2013-2020)
Se presenta como candidato presidencial en las elecciones que sucedieron al derrocamiento de Touré en 2012 y que elevaría a la presidencia interina a Amadou Sanogo y provisionalmente a Traoré. La primera vuelta en julio de 2013 le da la victoria, sin ser suficiente para ser electo, se lleva a cabo una segunda vuelta en agosto contra Cissé, esta vez Keita recibiendo la indiscutible victoria jurando al cargo el 4 de septiembre de 2013 en un clima de inestabilidad política, lucha militar contra los separatistas Tuareg del norte del país y la intervención francesa. Keita decide dejar a un lado la política y llena su gabinete de gobierno de tecnócratas e intelectuales tales como el primer ministro Oumar Ly Tatam, funcionario bancario.

#### Golpe de Estado y dimisión
Tras semanas de manifestaciones contra la gestión del presidente reclamando liderada por el Movimiento 5 de Junio-Agrupación de Fuerzas Patrióticas (M5-RFP) con el imam Mahmoud Dicko al frente y tras ser detenido por el ejército el 18 de agosto de 2020 junto al primer ministro, en una declaración en la televisión nacional en la noche del 18 al 19 de agosto anunció su dimisión, la disolución de la asamblea nacional y la dimisión del gobierno después de haber pasado varias horas retenido por militares. En su intervención explicó que no quería derramamiento de sangre y que lamentaba haber fracasado en enderezar el ejército. También declaró lamentar las muertes por la represión de los manifestantes entre el 10 y el 12 de julio de 2020.
Keïta pasó una semana retenido junto al primer ministro Boubou Cissé y otros miembros del gobierno por la Junta Militar. Posteriormente fue autorizado a regresar a su domicilio en situación de residencia vigilada con acceso restringido al teléfono e internet según su entorno. El 1 de septiembre fue hospitalizado tras sufrir una isquemia cerebral supuestamente leve del que según los médicos se recupera bien. Tres días más tarde se informó que dejaba ya el hospital y se preparaba su traslado al extranjero, posiblemente a Emiratos Árabes Unidos.
| Predecesor: Dioncounda Traoré   | Presidente de Malí 2013 - 2020      | Sucesor: Assimi Goita |
| Predecesor: Abdoulaye Sékou Sow | Primer ministro de Malí 1994 - 2000 | Sucesor: Mandé Sidibé |